# Phyllachora microspora
Phyllachora microspora är en svampart som beskrevs av Chardón 1928. Phyllachora microspora ingår i släktet Phyllachora och familjen Phyllachoraceae.   Inga underarter finns listade i Catalogue of Life.